# رافاييل هرنانديز
رافاييل هرنانديز (بالإسبانية: Rafael Hernández)‏ هو ممثل إسباني، ولد في 3 أغسطس 1928 بمدريد في إسبانيا، وتوفي بنفس المكان في 7 نوفمبر 1997.

## أعمال

### أفلام
- (1962) لورنس العرب[1]

## وصلات خارجية
- رافاييل هرنانديز على موقع IMDb (الإنجليزية)
- رافاييل هرنانديز على موقع ألو سيني (الفرنسية)
- رافاييل هرنانديز على موقع أول موفي (الإنجليزية)
- رافاييل هرنانديز على موقع قاعدة بيانات الأفلام السويدية (السويدية)
- رافاييل هرنانديز على موقع قاعدة بيانات الفيلم (الإنجليزية)
- رافاييل هرنانديز على موقع كينوبويسك (الروسية)